# Deutsch-Französischer Parlamentspreis
Der deutsch-französische Parlamentspreis ist ein Wissenschaftspreis, der von der französischen Assemblée nationale und dem deutschen Bundestag gemeinsam erstmals 2004 und seit 2006 alle zwei Jahre vergeben wurde. Er ist mit 10.000 Euro dotiert.

## Vorgeschichte
Im Vorfeld des 40. Jahrestages des Elysée-Vertrags kam man 2003 in den Parlamentspräsidien auf die Idee, dieses Jubiläum mit einem zusätzlichen kulturpolitischen Glanzlicht zu versehen.
Mittels eines Zwillings-Wissenschaftspreises, der jeweils gleichzeitig sowohl deutschen wie französischen Preisträgern überreicht wird, wollte man die jahrzehntelang gewachsene enge Verbindung zwischen den beiden europäischen Kernländern noch sichtbarer machen. Besiegelt wurde das neue Projekt von den Präsidenten der beiden Parlamente in einem gemeinsamen Beschluss am 23. Juni 2004.

## Verfahrensregeln
Bewerben können sich ausschließlich deutsche und französische Staatsbürger, die ein juristisches, wirtschafts-, politik-, sozial- oder sonstig geisteswissenschaftliches Werk verfasst haben, das als Buch veröffentlicht wurde und zu einer besseren gegenseitigen Kenntnis der beiden Länder beiträgt. Auch Nominierungen durch Dritte sind zugelassen.
Das betreffende Werk muss in deutscher oder französischer Sprache verfasst sein. Bis zu drei Autoren können ein gemeinschaftliches Buch vorlegen, falls sie sich gemeinsam bewerben und alle einen gewichtigen und nachvollziehbaren Beitrag zum Gesamtwerk beigesteuert haben.
Einzureichen sind: drei Exemplare des Werkes, ein Bewerbungsschreiben, ein kurzer bis zu zweiseitiger Lebenslauf, sowie eine Zusammenfassung des Buchs von höchstens drei Seiten.
Die Jury, bei der die beiden Parlamentspräsidenten sich den Vorsitz teilen, besteht zudem aus je zwei Abgeordneten und Wissenschaftlern aus Frankreich und Deutschland.
Die Preise, die jeweils gleichrangig eine deutsche und eine französische Bewerbung auszeichnen, werden bei den turnusgemäßen gemeinsamen Sitzungen der beiden Parlamentspräsidien verliehen.

## Preisträger
- 2004: Tilo Schabert: Wie Weltgeschichte gemacht wird – Frankreich und die deutsche Einheit und Dominique Bourel: Moses Mendelssohn, la naissance du judaïsme moderne (Dt.: Moses Mendelssohn, die Geburt des modernen Judentums).
- 2005: Martin Schieder: Im Blick des Anderen. Die deutsch-französischen Kunstbeziehungen 1945–1959 und Denis Goeldel: Le tournant occidental de l’Allemagne après 1945. Contribution à l’histoire politique et culturelle de la RFA (Dt.: Die Westorientierung Deutschlands nach 1945. Ein Beitrag zur politischen und kulturellen Geschichte der Bundesrepublik).
- 2006: Matthias Waechter: Der Mythos des Gaullismus. Heldenkult, Geschichtspolitik und Ideologie 1940–1958 und Olivier Bobineau: Dieu change en paroisse, une comparaison franco-allemande (Dt.: Die Veränderung des Bild Gottes in der Pfarrgemeinde: Ein deutsch-französischer Vergleich).
- 2008: Tim Geiger: Atlantiker gegen Gaullisten. Außenpolitischer Konflikt und innerparteilicher Machtkampf in der CDU/CSU 1958–1969 und Magali Gravier: Good bye Honecker! : identité et loyauté dans les administrations est-allemandes (1990–1999) (Dt.: Identität und Loyalität in ostdeutschen Verwaltungen 1990 bis 1999).
- 2010: Anne Kwaschik: Auf der Suche nach der deutschen Mentalität. Der Kulturhistoriker und Essayist Robert Minder und Evelyne und Victor Brandts: Aujourd’hui l’Allemagne (Dt.: Deutschland heute).
- 2012: Nicole Colin: Deutsche Dramatik im französischen Theater nach 1945. Künstlerisches Selbstverständnis im Kulturtransfer und Nicolas Beaupré: Das Trauma des Ersten Weltkriegs von 1918 bis 1933
- 2014: Claudia Hiepel: Willy Brandt und Georges Pompidou. Deutsch-französische Europapolitik zwischen Aufbruch und Krise und Cécile Calla und Claire Demesmay: Que reste-t-il du couple franco-allemand? (Dt.: Was bleibt vom deutsch-französischen Tandem?)
- 2016: Nikolaus Marsch, Yoan Vilain und Mattias Wendel: Französisches und Deutsches Verfassungsrecht. Ein Rechtsvergleich und Dorothée Kohler und Jean-Daniel Weisz: Les défis de la transformation numérique du modèle industriel allemand (Dt.: Die Herausforderungen der digitalen Transformation des deutschen Industriemodells)

## Belege
1. ↑  10 Jahre deutsch-französischer Parlamentspreis, Wissenschaftlicher Dienst des Bundestags, abgerufen am 14. Dezember 2018.
2. ↑  Deutsch-Französischer Parlamentspreis, abgerufen am 14. Dezember 2018.